# Cala Comptessa
Cala Comptessa o Cala Comtessa és una cala situada a nou quilòmetres de Palma, entre la Punta des Bufador i la Platja d'Illetes. Fa part de la zona urbana dita Illetes. Es troba davant de l'Illa de la Caleta.

## Etimologia
Segons l'Onomasticon Cataloniae, on no apareix una referència específica per la Cala Comptessa, Comtessa és un error o deformació de contesa 'lluita, disputa' (català classic), aplicat a territoris disputats entre diverses entitats privades o municipis, que s'hauria atribuït a unes fantàstiques dames comtals.
Al Mapa General de Mallorca, de Josep Mascaró Pasarius, pren el nom de Cala Contesa, i al Corpus de toponímia de Mallorca del mateix autor no hi figuren aclariments.
A la Gran Enciclopèdia de Mallorca se diu que la cala pren el nom d'una contesa entre els municipis limítrofs i els propietaris de les terres.